# Mila Spook
Camila Severo, conhecida pelo pseudônimo Mila Spook (Alegrete, 15 de agosto de 1989) é uma modelo, diretora e atriz pornográfica brasileira.
Foi a primeira mulher indicada e vencedora na categoria Melhor Direção do Prêmio Sexy Hot.
Tem como marca registrada a cabeça raspada na lateral que contrasta com fios pretos com mechas em cor pink, e muitas tatuagens.

## Carreira
É modelo fotográfica desde os 18. Começou a fazer filmes pornográficos em 2014. Após o início na indústria pornô, passou também a atuar como camgirl, em 2015.
Em 2018, abriu a própria produtora de filmes, com enredos e enquadramentos cujo foco é o prazer feminino. Assume ser fã da série Emmanuelle.

## Prêmios
| Ano  | Resultado | Prêmio                                      | Filme                |
| ---- | --------- | ------------------------------------------- | -------------------- |
| 2016 | Venceu    | Prêmio Sexy Hot - Melhor Cena de Sexo Oral  | Duelo de boquete 2   |
| 2016 | Indicado  | Prêmio Sexy Hot - Melhor Cena Homo Feminina | Tatuadas hard core 4 |
| 2018 | Indicado  | Prêmio Sexy Hot - Melhor Cena de Sexo Oral  | [Des] Conectados     |
| 2018 | Indicado  | Prêmio Sexy Hot - Melhor Cena de Ménage     | [Des] Conectados     |
| 2018 | Indicado  | Prêmio Sexy Hot - Melhor Cena Homo Feminina | [Des] Conectados     |
| 2018 | Venceu    | Prêmio Sexy Hot - Melhor Diretor            | [Des] Conectados     |
| 2018 | Venceu    | Prêmio Sexy Hot - Melhor Filme Hétero       | [Des] Conectados     |
| 2019 | Indicado  | Prêmio Sexy Hot - Melhor Cena de Ménage     | O que trazes pra mim |